# Korojesd
Korojesd (románul: Coroiești) falu Romániában, Erdélyben, Hunyad megyében.

## Fekvése
Hátszegtől délre, a Retyezát alján fekvő település.

## Története
Korojesd avagy Karulyosd nevét 1447-ben említette először oklevél Karuly néven. A későbbiekben neve többféle alakban is feltűnt, így 1453-ban Karwlyws, 1463-ban p. nostra regalis Kwrwlyesth, 1464-ben Karwlos, 1500-ban p. Karolfalu, 1508-ban Karwlyosd, 1506-ban és 1510-ben v. Korylesth, 1733-ban Korujesti, 1750-ben Koresty, 1760–1762-ben és 1913-ban Korojesd néven említették.
1519-ben nobiles p-is Karulyosd részben Karulyosdi-birtokként volt említve. 1453-ban  Déva vára, 1463-ban pedig már Hunyadvár tartozékai között szerepelt. Ekkor Mátyás király Szálláspataki Erdélyi Péternek és testvéreinek adományozta, a 16. század elején pedig ismét Hunyadvár tartozékai közt említették.
A trianoni békeszerződésig Hunyad vármegye Puji járásához tartozott.